# Villanova d'Asti
Villanova d'Asti é uma comuna italiana da região do Piemonte, província de Asti, com cerca de 4.717 habitantes. Estende-se por uma área de 42 km², tendo uma densidade populacional de 112 hab/km². Faz fronteira com Buttigliera d'Asti, Dusino San Michele, Isolabella (TO), Montafia, Poirino (TO), Riva presso Chieri (TO), San Paolo Solbrito, Valfenera.